# Valeria Betancourt
Valeria Betancourt (Quito, 1970) es una socióloga ecuatoriana defensora de los derechos humanos y pionera en el uso de las tecnologías de la información y la comunicación (TIC) para promover el desarrollo y empoderamiento de la ciudadanía en América Latina y globalmente. 

## Trayectoria
Desde 2003, Betancourt trabaja en la Asociación para el Progreso de las Comunicaciones, donde lidera el programa global de políticas de información y comunicación. Su trabajo está centrado en investigación, incidencia en políticas públicas, y construcción de movimientos en las áreas de acceso, derechos humanos y gobernanza de Internet.
Como una de las fundadoras de la Reunión Preparatoria de América Latina y el Caribe para el Foro para la Gobernanza de Internet (LACIGF), Valeria Betancourt ha jugado un rol central en la regionalización de los debates y procesos de gobernanza de internet en América Latina.
Durante el terremoto de Ecuador de 2016, fue una de las impulsoras de la iniciativa de mapeo colaborativo Mapa Desastre Ecuador para canalizar la ayuda necesaria en distintos puntos del país.

## Reconocimientos
En el período 2010-2012, Betancourt fue seleccionada en representación de sociedad civil latinoamericana del Grupo Asesor de Múltiples Partes Interesadas del Foro para la Gobernanza de Internet. En 2012 recibió el Premio Trayectoria LACNIC, y en 2015 fue reconocida por el programa FRIDA por contribuir al desarrollo en Latinoamérica.

## Publicaciones destacadas
- "El acceso a internet: habilitador del ejercicio de derechos humanos", en Regulación de Internet y derechos digitales en Ecuador. Juan Pablo Albán Alencastro ... [y otros catorce]; editoras generales, Daniela Salazar, Daniela Viteri. Quito : Editorial USFQ (2016)[10]
- "Internet for promoting, guaranteeing and exercising human rights and fundamental freedoms", in FRIDA 10 years contributing to development in Latin America and the Caribbean. Editors: Jesús Martínez and Lara Robledo, LACNIC and Seed Alliance (2015)[11]
- "ICT for development milestones and approaches in Latin American and the Caribbean", in ENABLING OPENNESS. The future of the information society in Latin America and the Caribbean. Editors: Bruce Girard and Fernando Perini, Fundación Comunica and IDRC (2013)
- "Citizen participation in the age of the information society", in ENABLING OPENNESS. The future of the information society in Latin America and the Caribbean. Editors: Bruce Girard and Fernando Perini, Fundación Comunica and IDRC (2013)
- "Los derechos en internet en Ecuador: ¿un posible triunfo de activistas?", in Digital Rights in Latin America and the Caribbean Newsletter (2013)[12]
- "Derechos humanos en línea: una agenda aún pendiente para la sociedad civil de América Latina y el Caribe", in Cuestión de Derechos, ADC's magazine (2013)
- Ciberactivismo: ¿Utopía o posibilidad de resistencia y transformación en la era de la sociedad desinformada de la información?, en Chasqui Revista Latinoamericana de Comunicación (2011)[13]

- "National Report for Ecuador", in Global Information Society Watch (2007)[14]
- "¿Qué es una política nacional de información?” y “Objetivos y áreas de acción de la política nacional de información” en Hacia la construcción de políticas nacionales de información: la experiencia de América Latina. Editor: Isidro Fernández-Aballi. Kingston. UNESCO (2007)